# Lolita Anime
Lolita Anime (ロリータアニメ, Rorita Anime) é uma coleção de animações originais para vídeo (OVA) adultas produzidas pelo estúdio Wonder Kids. A série é notável por diversos marcos históricos, sendo a primeira animação original para vídeo a incluir conteúdo erótico. As produções apresentavam cenas de hentai, abrangendo temas como yuri, BDSM e personagens lolicon. A série foi lançada entre fevereiro de 1984 e maio de 1985, totalizando seis episódios. Um nome alternativo para este anime é Wonder Magazine Series, e ele foi baseado em um mangá de Fumio Nakajima, que foi serializado na revista de lolicon Lemon People.

## Produção
Lolita Anime foi planejado e produzido durante o auge do "boom do lolicon" na animação amadora japonesa, iniciado por figuras como Aki Uchiyama (cujo nome seria usado para promover Lolita Anime pela Nikkatsu, lançado no mesmo ano) e Hideo Azuma. O roteiro e os designs dos dois primeiros episódios foram baseados no mangá de Fumio Nakajima. As vendas desses dois episódios iniciais não atingiram as expectativas, o que levou a Wonder Kids a criar Miu, uma heroína com uma aparência mais caricata e sujeita a menos tratamento sádico em comparação às garotas dos episódios anteriores. Um terceiro episódio baseado no trabalho de Nakajima foi produzido, mas sua estreia foi adiada em favor do episódio de estreia de Miu. Esse terceiro episódio foi posteriormente incluído no sexto e último episódio da série.
Pouco tempo após o lançamento dos episódios iniciais de Lolita Anime, outras produções de OVAs eróticos começaram a ser desenvolvidas por animadores independentes. Como resultado, a Wonder Kids decidiu encerrar a série Lolita Anime.

## Equipe
Grande parte da equipe da Wonder Kids permaneceu não creditada ou utilizou pseudônimos. Os nomes conhecidos incluem:
- Fumio Nakajima (中島史雄, Nakajima Fumio) – Diretor e produtor (episódios 1-2), produtor executivo.
- Tatsuji Kurahashi (倉橋達治, Kurahashi Tatsuji) – Diretor de animação e animador (episódios 1-2), creditado como "R. Ching".
- Toshiro Kuni (クニ・トシロウ, Kuni Toshirou) – Diretor e artista de storyboard (episódios 1-2).
- Tsuneyuki Miyamoto (宮本恒之, Miyamoto Tsuneyuki) – Diretor e produtor (episódio 3), creditado como "Mickey Masuda".
- Kazuo Sudo (須藤一男, Sudou Kazuo) – Roteirista creditado como "Okajouki" (episódios 1-3), arranjo musical.
- Tetsuo Kawamura (河村哲生, Kawamura Tetsuo) – Produtor musical e letrista (episódios 3-6).
- E&M Planning Center – Efeitos sonoros.
- Kenichi Matsumoto (松本謙一, Matsumoto Kenichi) – Planejador corporativo.

## Episódios
| No. | Título | Data de lançamento      |
| --- | --- | ----------------------- |
| 1 | "The Reddening Snow/Girls Tortured with Roses" "Lolita Anime I: Yuki no Beni Kesho/Shōjo Bara Kei" (ロリータアニメⅠ：雪の紅化粧 ～少女薔薇刑～)               | 21 de fevereiro de 1984 |
| Um único volume contendo dois segmentos de 15 minutos. O primeiro episódio retrata um grupo de meninos que sexualmente atacam uma menina colegial. O segundo episódio retrata bondage com homens mais velhos abusando e sexualmente atacando meninas.                                                                              | |                         |
| 2 | "Itsuko Can Die Happy/Altar of Sacrifice" "Lolita Anime II: Itsuko no Shinde mo ii/Ikenie no Saidan" (ロリータアニメⅡ：何日子の死んでもいい ～いけにえの祭壇) | 1 de maio de 1984       |
| Lançado como um único volume qual contém segmentos de 15 minutos. O terceiro episódio retrata uma menina que está prestes a ser estuprada, mas é salva por outro homem. Ele leva a menina para casa e ela tem sexo com ele como uma recompensa. O quarto episódio foca em um sexo lésbico, e poderia formar sua própria sub-série. | |                         |
| 3 | "House of Kittens" "Lolita Anime III: Koneko-chan no Iru Mise" (ロリータアニメⅢ：仔猫ちゃんのいる店)                                                          | 21 de julho de 1984     |
| Miu se torna uma modelo de artista e é drogada e estuprada após atender um jantar pós-sessão. | |                         |
| 4 | "Variation" "Lolita Anime IV: Hensōkyoku" (ロリータアニメⅣ：変奏曲)                                                                                           | 20 de dezembro de 1984  |
| Correndo por 30 minutos e focando em sexo lésbico yuri; este episódio envolve meninas sexualmente experimentando umas com as outras após testemunharem sua professora tendo sexo. | |                         |
| 5 | "Surf Dreaming" "Lolita Anime V: Sāfu dorīmingu" (ロリータアニメⅤ：サーフドリーミング)                                                                        | 21 de fevereiro de 1985 |
| Correndo por 30 minutos, este episódio retrata um consensual encontro entre dois adolescentes. | |                         |
| 6 | "Lolita Anime Collection: Seaside Angel Miu" "Lolita Anime Soushuuhen: Shīsaido enjeru Miu" (ロリータアニメ集：シーサイドエンジェル ＭＩＵ)                   | 25 de maio de 1985      |
| Este episódio contém clipes dos outros episódios e corre por 60 minutos. Para apagar fora o tempo, há quatro minutos de imagens estáticas de Miu na praia e uma cena "bônus" de Miu tendo sexo com o capitão de sua nave espacial.                                                                                                 | |                         |

## Recepção e legado
Lolita Anime recebeu majoritariamente uma recepção negativa, com a entrada de The Anime Encyclopedia sobre a obra descrevendo isso como "perturbador" por seu conteúdo, qual inclui gang rape e bondage de fictícias meninas menores de idade. É também conhecido como o primeiro lançamento anime video erótico. Isso também apresenta a recorrente personagem Miyu, cuja popularidade prefigurou aquela de Ami de Cream Lemon.